# Abe no Nakamaro
Abe no Nakamaro (japánul: 阿倍仲麻呂, Hepburn-átírással: Abe no Nakamaro) (Kaszuga, valószínűleg Nara mellett, 698 – Csangan, 770) japán költő, tudós a Nara-korban.

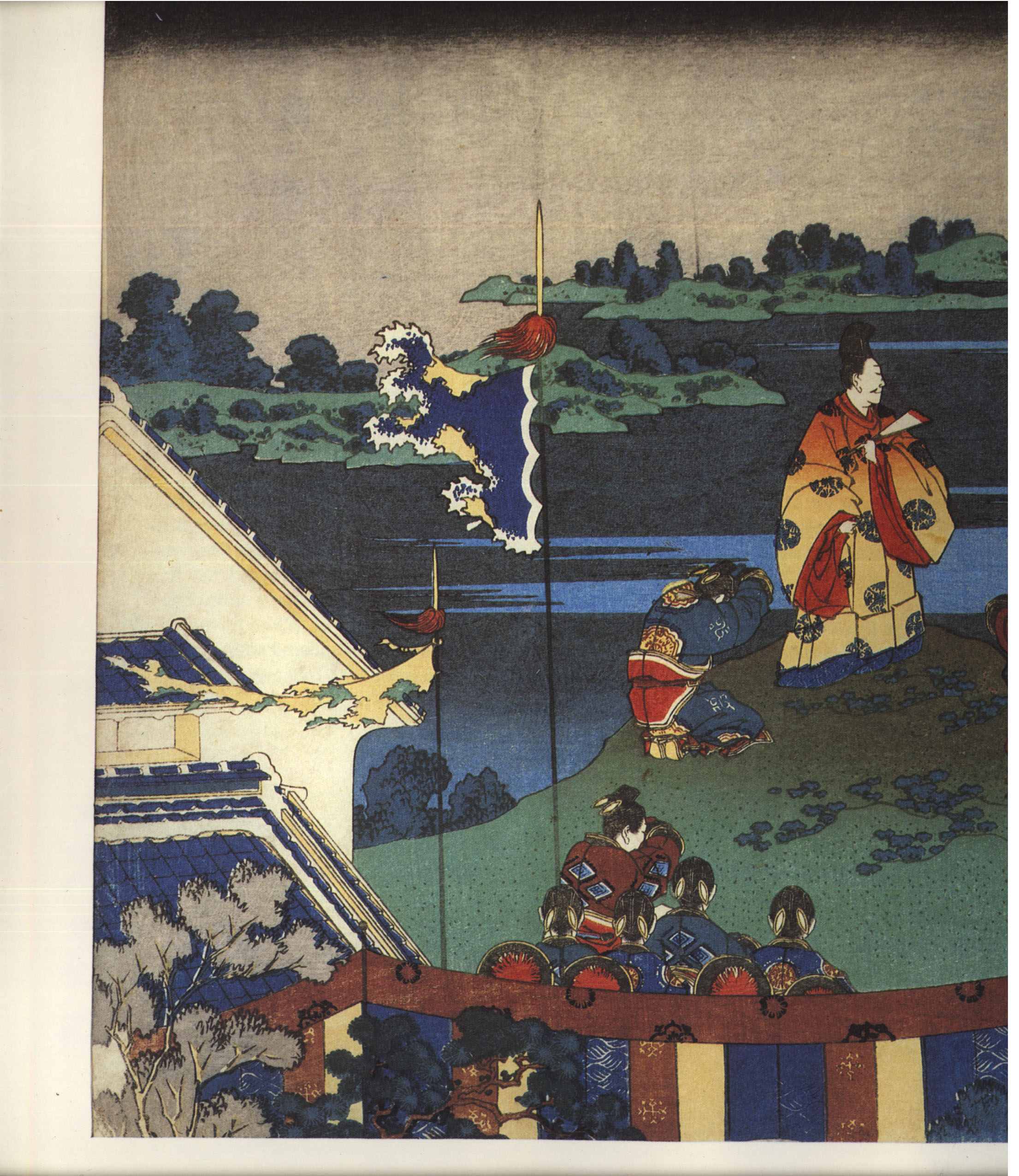
Abe no Nakamaro Hokuszai fametszetén

717-ben a Kibi no Makibi vezette követséggel Kínába utazott, s a császári udvarban maradt, ahol később magas műveltséget és komoly hírnevet szerzett, Annam tartomány főkormányzója lett. Baráti köréhez tartozott a kor több neves kínai költője, így Li Taj-po és Vang Vej. 753-ban megpróbált visszatérni hazájába Fudzsivara no Kijokava követségével, de hajótörést szenvedtek, további kísérleteik pedig az An Lu-san-féle felkelés miatt hiúsultak meg. Egyikük sem látta többé viszont Japánt. A Hjakunin issú („Száz költő egy-egy költeménye”) című antológiában megőrződött verse a klasszikus japán líra egyik híres honvágydala:
Sokszor honvágy fog el

s szemem távolba lát –
 
látom fehérleni

kis házunk oldalát.
Látok hegyormokat

meg sziklás, zord falat

s virágos réteket

aranyló hold alatt.

Az eredeti Bardócz átköltésénél sokkal egyszerűbb:
天の原 ふりさけ見れば 春日なる

三笠の山に 出でし月かも
(Ha felnézek a mennyei síkra, Kaszuga falunkban

Mikasza-hegy fölött látom-e kelni a holdat?)